# Bimpel
Bimpel er en gammel dansk måleenhed for rumfang, svarende til 18,839 L og ½ anker.
Måleenheden blev ofte brugt i sammenhæng med øl , hvilket leder til at en bimpel ligeledes kan være en flad tønde, hovedsageligt netop til øl. Tønden er netop en bimpel stor.